# Părăușani
Părăușani – wieś w Rumunii, w okręgu Vâlcea, w gminie Livezi. W 2011 roku liczyła 229 mieszkańców.